# Oscos
Los oscos (latín Osci u Opsci) fueron un antiguo pueblo itálico que habitaba en el sur de Italia, perteneciente al grupo osco-umbro y estrechamente emparentado con los 
samnitas. Hablaban el osco. Su otro nombre, lo de opsci u ópicos, proviene del de la diosa de la fertilidad Ops.

## Orígenes
Se cree que el poblamiento de la península italiana por los itálicos (de lengua indoeuropea) tuvo lugar en dos fases: 
- la primera durante el II milenio a. C. cuando se desarrolló la cultura de Terramaras. Lingüísticamente su idioma dio origen al subgrupo de lenguas itálicas más antiguas como el latín, el falisco y el sículo.
- la segunda hacia el 1000 a. C., durante la época inicial de la cultura de Villanova. A su vez, lingüísticamente, el idioma de esa segunda oleada de itálicos pertenecía al grupo osco-umbro, lo que explicaría ciertas diferencias constatadas entre el osco y el latín.

## Historia

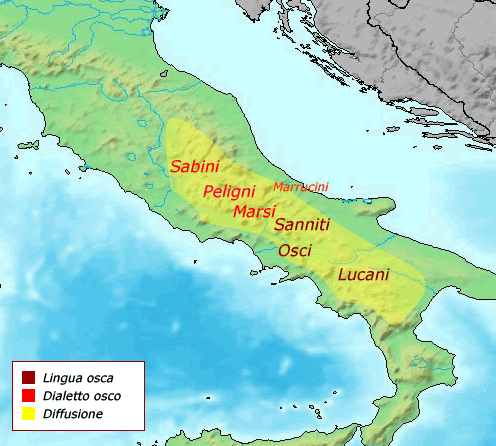
Pueblos oscos.

Establecidos en la Campania prerromana hacia finales del siglo V a. C., adoptaron el alfabeto etrusco. Durante el siglo IV a. C. fueron sometidos por los samnitas. Fueron incorporados a la República romana después de la batalla de Sentino (295 a. C.), acaecida en la tercera guerra samnita.

## Usos y costumbres
La organización familiar debía ser de tipo patriarcal. Los oscos habitaban en cabañas y empleaban vasos de arcilla, hecho a mano, cocidos al sol o en hornos. Estos vasos a veces eran decorados, antes de su cocción, con dibujos lineales, impresos o incisos. Estas cerámicas rudimentarias son el testimonio de técnicas que se remontan al Neolítico.